# Alfonso Bayard
Alfonso Bayard Ferrer-Vidal (Madrid, 19 de mayo de 1966 - Barcelona, 2 de abril de 2014) fue un actor y locutor de publicidad para radio y televisión.

## Biografía
Diplomado en Ciencias empresariales por la Universidad de Barcelona en 1991, inicia su formación actoral en 1998 incorporándose al Instituto del Teatro de Tarrasa, en 1999 en el Col·legi del Teatre de Barcelona, en 2000 al Company & Company de Barcelona y complementando en 2007 en Central de Cine de Madrid y en 2012 con la actriz María Stoyanova.
Comienza su carrera como locutor de publicidad en 1999 realizando numerosas locuciones de radio para diferentes marcas comerciales. Desde 2002 participa en series de televisión para TV3, RTE y Telecinco; Temps de silenci, El cor de la ciutat, Hospital Central, Ventdelplà, Pelotas, La Riera, Aída, Kubala, Moreno y Manchón.
Ha tenido papeles en películas para cine y televisión como: La dona de gel, Hipnos, Fuerte Apache, Lo bueno de llorar, Blog, Clara Campoamor, la mujer olvidada, Tots volem el millor per a ella, Ruidoblanco y Desaparecer, entre otras.
Participa en diferentes cortometrajes: Swingers, Rumbo a peor, Korscha, Mientras no esperas y Rifirrafe.
Como actor de teatro ha trabajado en representaciones como Revolt perillós, Amateurs y Macbethladymacbeth.

## Carrera profesional
Cine y televisión
- 2013. ruidoblanco, DESAPARECER. Videoclip. Dir. Erik Morales.
- 2012. TOTS VOLEM EL MILLOR PER A ELLA. Dira. Mar Coll.
- 2011. KUBALA, MORENO I MANCHÓN.
- 2011. AÍDA.
- 2011. LA RIERA.
- 2010. Clara Campoamor, la mujer olvidada (TV-Movie). Dira. Laura Mañá.
- 2010. PELOTAS.
- 2009. Blog. Dira. Elena Trapé. (Festival de San Sebastián 2010. Premio TVE-Otra mirada. Mención especial)
- 2009. VENTDELPLÀ.
- 2008. HOSPITAL CENTRAL.
- 2006. Lo bueno de llorar. Dir. Matías Bize.
- 2005. FUERTE APACHE. Dir. Jaume Mateu.
- 2004. HYPNOS. Dir. David Carreras.
- 2003. LA DONA DE GEL (TV-Movie). Dira. Lydia Zimmermann.
- 2002. EL COR DE LA CIUTAT.
- 2002. Temps de silenci.

Cortometrajes
- 2011. RIFIRRAFE. Dir. Álex Brendemühl. (Competición Oficial Festival de Valladolid 2012)
- 2010. MIENTRAS NO ESPERAS. Crónicas de la Urgencia. Cine Urgente. Dira. Lydia Zimmermann.
- 2008. KORSCHA. Dir. Manuel Pérez. (Competición Oficial Festival de Sitges 2009)
- 2008. RUMBO A PEOR. Dir. Álex Brendemühl. (Competición Oficial Festival de Cannes 2009)
- 2006. SWINGERS. Dir Javier Rodríguez. (Premio SGAE Nueva Autoría 2009)

Teatro
- 2008. MACBETHLADYMACBETH. Dir. Carles Alfaro. El Matadero. Naves del Español.
- 2006. AMATEURS. Dira. Denise Despeyroux. Antic Teatre Riereta.
- 2002. REVOLT PERILLÓS. Autor. J.B. Priestley. Teatre Lliure. Lectura dramatizada.

Locuciones
- Amstel
- Banco Popular
- Comunidad de Aragón
- Damm · Fallas
- Damm · Doble Malta
- Estrella Levante
- Dirección General de Tráfico
- Honda
- Movistar · Fácil
- Movistar · Moneda
- La Sirena
- Nescafé Bombón (cat)
- Movistar · Cena (cat)
- Ono · Manuel Marchena (cat)
- Viakal · Titanium (cat)
- Vodafone · Tallas Armadura (cat)
- Teaser IKEA . Terraza
- Vodafone Base . Primer Baño

Formación actoral
- 2012. “The Paula Method (TM) of the Ring Muscles”, por María Stoyanova.
- 2007. Central de Cine: Ser y estar ante la cámara, por Azucena de la Fuente y Sara Bilbatua.
- 1999-2005. Col.legi del Teatre: El juego, por Jon Davison, Texto y creación, por Ramón Molins, Texto y Situación, por Ferrán Audi (posgrado).
- 2000-2001. Company & Company: Monólogos por Tamzin Towsen y comedia, por Francesc Albiol.
- 1998-2000. Instituto del Teatro: Expresión y técnica de la voz. Fonética y dicción catalana.